# Zone franche
Pour les articles homonymes, voir Zone franche (homonymie).
Ne doit pas être confondu avec zone de libre-échange ou zone économique spéciale.
 (septembre 2010).
Si vous disposez d'ouvrages ou d'articles de référence ou si vous connaissez des sites web de qualité traitant du thème abordé ici, merci de compléter l'article en donnant les références utiles à sa vérifiabilité et en les liant à la section « Notes et références ».
Une zone franche (en anglais free zone) est une zone géographique d'un pays présentant des avantages fiscaux afin d'attirer l'investissement et de développer l'activité économique. Les entreprises qui s'y installent bénéficient d'un environnement fiscal et réglementaire plus favorable que celui en vigueur dans le reste du pays. En particulier les marchandises qui y sont introduites sont considérées comme ne se trouvant pas sur ce territoire et sont exonérées de droits à l'importation, de taxes et de mesures de politique commerciale.
Le terme recouvre trois grandes familles de zones franches, chacune ayant ses particularités propres :
1. Les « ports francs » et les « zones commerciales franches », constituent le groupe le plus ancien. Ce sont généralement de vastes zones exonérées de droits de douane où sont implantées de véritables usines et dont les marchandises fabriquées sont toutes exportées.
2. Les « magasins et entrepôts francs » sont généralement implantés à proximité des grands ports et aéroports internationaux. Dans ces périmètres plus modestes en superficie, les marchandises importées, hors droits de douane, peuvent être entreposées et faire l'objet de manipulations simples (triage, regroupage, emballage), avant de repartir pour leur destination finale. Les droits de douane s'appliquent alors dès leur entrée sur un territoire national. Parmi les zones d'entrepôts francs d'Europe, on peut citer Anvers, Rotterdam, Gênes et Le Havre.
3. Les « commerces hors douane », plus connus sous le terme de « duty free shops » (France) ou comme « boutiques hors taxe » (Québec), sont des enclaves douanières spécialisées dans la vente de détail hors taxes douanières. Il s'agit dans ces mini-zones de proposer aux voyageurs un certain nombre d'articles généralement frappés de lourdes taxes comme le tabac, les alcools, les parfums, les petits appareils électroniques et les accessoires de luxe. Ces boutiques font partie du décor des aéroports et des ports internationaux. On les trouve aussi dans les Caraïbes, dans les îles de Saint-Barthélemy, Saint-Martin et sur des enclaves extra-territoriales (Ceuta, Gibraltar) qui reçoivent beaucoup de touristes. Dans les avions et les bateaux faisant des parcours internationaux on trouve aussi des mini-comptoirs en duty-free.

## Histoire
Dès l'Antiquité, certains États ont voulu favoriser les activités de commerce en autorisant les marchandises destinées à d'autres contrées à transiter dans leurs ports sans être frappées par les mêmes taxes que les produits destinés au marché intérieur. Au IIe siècle av. J.-C., l'île grecque de Delos devint vite grâce à des privilèges un centre international d'entreposage et de négoce pour toute la Méditerranée[réf. souhaitée].
Au Moyen Âge, la formule se développe et profite à des ports comme Marseille, Gênes, Venise et Hambourg[réf. souhaitée].
Au XIXe siècle, les ports francs s'internationalisent en Asie du Sud-Est, avec Singapour, Hong Kong et Colón à l'entrée du canal de Panama.

## Intérêts d'une zone franche
L'installation d'investisseurs dans une zone franche est intéressante dans le fait qu'ils génèrent des activités de sous-traitance et de services
Les entreprises s'installent dans une zone franche afin de pouvoir prétendre à des avantages fiscaux, à une baisse des taxes…

## Politiques de création des zones franches
La création des zones franches doit toujours s'accompagner d'une politique pour intéresser les entreprises et les convaincre de s'installer. Cette politique peut passer par une grande variété d'avantages en plus des exonérations douanières :
- offre de terrains viabilisés ;
- garantie d'un traitement privilégié face aux administrations locales ;
- remises d'impôts partielles ou totales, temporaires ou définitives ;
- etc.

Certains pays ont imaginé des innovations particulièrement intéressantes :

- Le Brésil a innové en créant à Manaus une zone franche pour les entreprises industrielles étrangères produisant pour le marché intérieur, ce qui a permis au pays de développer l'industrie des téléviseurs, des motos et des vélomoteurs.
- En Grande-Bretagne, le gouvernement conservateur de Margaret Thatcher, dès le début des années 1980, a développé l'idée du professeur Peter Hall, en transformant certains centres de villes décrépis en autant d'enclaves bénéficiant d'un statut particulier propre à attirer les entreprises. De 1981 à 1983, 23 Enterprise Zones furent créés et bénéficièrent pendant dix ans d'un certain nombre d'avantages comme la simplification administrative, l'exonération d'un certain nombre de taxes locales et la suppression de la taxe professionnelle. Dans la ville de Corby (50 000 habitants), où British Steel avait supprimé 6 000 emplois en 1980–1981, la création immédiate d'une zone d'entreprises de 114 hectares a provoqué en quatre ans (1981–1985) la construction de 300 000 mètres carrés de locaux et la création de 4 500 emplois directs par 186 entreprises.

## Zones franches dans le monde
En 2005, les 860 principales zones franches industrielles dans le monde recensaient au total 30 millions d'emplois.[réf. nécessaire]

### En Afrique
La première zone franche industrielle été créée au Maroc en 1961. Quelques autres pays ont aussi créé des zones franches dans les années 1970 : Île Maurice en 1971, Tunisie en 1972, Égypte et Sénégal en 1974, Liberia en 1975, Côte d'Ivoire en 1976, Togo en 1977, Zaïre en 1979.
La Zone Franche de Tanger, entrée en exploitation en 1999, s’est développée de manière importante sur une assiette foncière de 350 ha. Outre les mesures incitatives importantes mises en place à l’échelle nationale, la Zone Franche de Tanger combine des atouts notables : localisation géographique, modèle de commercialisation adapté (vente de terrains et location d’entrepôts prêts à l’emploi), offre de services. En termes de secteurs d’activité, la filière automobile, avec près de 30 équipementiers actifs sur plusieurs métiers de la chaine de valeur, a fortement contribué à un essor renforcé par l’effet d’entraînement lié au projet Renault Tanger Med.
Plus récemment, en 2009, le Gabon a lancé deux zones franches. La première spécialisée dans la transformation du bois dont il est recouvert à 85 %, porte la dénomination de zone économique spéciale de Nkok. Elle est réalisée en partenariat avec un groupe singapourien et se situe à une trentaine de kilomètres de Libreville.
La deuxième, située à Port-gentil et dénommée zone franche de l'île Mandji est dédiée à la transformation des hydrocarbures.
en 2012, la Mauritanie a aussi créé sa première zone franche dans la ville de Nouadhibou situé à 475 km de la capitale Nouakchott.
En janvier 2017 Djibouti, avec l'aide de la Chine, a entrepris la création de la plus grande zone franche en Afrique .

### En Amérique latine
Hors Colón, la première zone franche industrielle a été créée au Mexique dès 1946, puis les autres pays ont suivi : Bahamas en 1955, Porto Rico en 1962, Brésil en 1968, République dominicaine en 1969, Bermudes en 1970, Colombie et El Salvador en 1973, Guatemala et Venezuela en 1974, la Barbade et Haïti en 1975, Chili, Jamaïque et Nicaragua en 1976, Belize et Honduras en 1978, Antilles néerlandaises, Costa Rica et Sainte-Lucie en 1979.
Les maquiladoras sont des zones franches créées en 1965 à la frontière entre le Mexique et les États-Unis d'Amérique, puis dans d'autres pays d'Amérique latine.

### Au Canada
Le concept de zone franche ainsi que ses bénéfices s'applique à l'étendue du pays. Cependant, le gouvernement du Canada a lancé en 2014, le programme de marketing des zones franches. Ce programme soutient des organismes municipaux/régionaux, connus sous le nom de centres zf (FTZ points en anglais). Ces centres zf font la promotion des programmes de type zones franches du gouvernement du Canada aux entreprises qui s'installent sur leur territoire. Depuis 2016, le Canada compte huit centres zf situés à Winnipeg, Calgary, Edmonton, Halifax, Régina, Niagara, Sydney-Cap Breton et Windsor.

### Aux États-Unis
Le concept de zone franche, tel que définit par le professeur Peter Hall, fut popularisé par deux parlementaires de l'État de New York, le républicain Jack Kemp et le démocrate Robert Garcia. Le Congrès, après de nombreuses études, vote en 1983, la loi sur les zones d'entreprises, mais bien qu'un consensus se soit vite fait sur l'intérêt de tels programmes, le texte n'est pas promulgué. Par contre, il fut repris par 26 États qui créèrent chacun leur législation particulière sur ces périmètres « à statut particulier », et en trois ans (1983-1985) plus de 1 400 zones franches furent créées.
Dans les processus de sélection des territoires et dans les conditions de création de ces zones franches, deux paramètres apparurent vite essentiels :
- Le seuil de pauvreté : le taux de « pauvres » doit être supérieur à 25 % au moins de la population concernée.
- Le niveau de chômage : le taux local doit être au moins supérieur de 50 % à la moyenne nationale ou de l'État.

Les obligations des entreprises en matière de sécurité, d'hygiène, de protection sociale et de salaire minimum ne furent pas assouplies. Les incitations se limitèrent
- à la fiscalité : allègement des taxes sur les investissements et les plus-values immobilières, raccourcissement des périodes d'amortissement, déductions fiscales pour l'embauche de chômeurs et de jeunes, déductions pour frais de formation, exonération ou réduction de l'impôt sur les ventes ;
- à la simplification de certaines règlementations : en matière d'urbanisme et dans les relations entre les entreprises et avec les diverses administrations publiques.

### En Asie
Hors Hong Kong, Singapour et Macao, la première zone franche industrielle a été créée en Inde en 1960, puis les autres pays ont suivi : Taïwan en 1966, Malaisie en 1971, Philippines en 1972, Indonésie en 1977, Sri Lanka en 1978, Chine populaire en 1979, Bangladesh en 1981, Guam en 1982 et Pakistan en 1984. La zone économique franche d'Incheon (Corée du Sud) est en cours d'établissement (2003-2020).

### En Europe
En Europe la commune de Livigno en Italie a un statut particulier (similaire à celui de la commune suisse de Samnaun, à la frontière autrichienne) et, de ce fait, est exemptée de certaines taxes étatiques telles que la TVA. La zone franche de Livigno est le résultat des dérogations particulières que la communauté locale a réussi à obtenir du comté de Bormio, ceci dès 1538, avantages qui ont été reconduits par des règlements et des conventions tout au cours des XIXe et XXe siècles.
En Europe de l'Ouest, une zone franche industrielle a été créée en Irlande à Shannon dès 1958, puis les autres pays ont suivi : Chypre en 1980, Grande-Bretagne (« Isle of Dogs ») en 1981, Belgique en 1983.
En France, l'idée de zones franches a été avancée par Jacques Delors au début des années 1980 alors qu'il était ministre de l'Économie et des Finances et reprise dans un discours par le premier ministre Pierre Mauroy, mais sans que cela débouche sur la moindre mesure concrète. En 1986, Alain Madelin, ministre de l'Industrie (Gouvernement Jacques Chirac (2)), commande une expertise indépendante et prépare un texte de loi à ce sujet. Mais c'est la loi du 14 novembre 1996 (Gouvernement Alain Juppé (2)) relative à la mise en œuvre du pacte de relance pour la ville qui a institué les zones franches urbaines.
La zone franche du pays de Gex et la zone franche de Haute-Savoie, en territoire français, commercent librement avec la Suisse voisine.
En Europe de l'Est, la première zone franche industrielle a été créée en Hongrie en 1978, puis en Yougoslavie en 1987.

### Au Proche et Moyen Orient
La première zone franche industrielle a été créée en Égypte en 1974. La Syrie a créé la sienne en 1976 et l'île de Chypre a suivi en 1980. Les Émirats arabes unis ont créé la première zone franche en 1980 à Jebel Ali.